# Janne Leffler (metallurg)
Johan (Janne) Albert Leffler, född 13 februari 1870 i Göteborg, död 19 maj 1929 på nattåget Karlstad-Stockholm, var en svensk metallurg.
Han var son till grosshandlaren Charles Albert Leffler och Hilda Augusta Lithman, och var sedan 1897 gift med Svea Nauclér.
Efter mogenhetsexamen i Göteborg 1889 genomgick han Kungliga Tekniska högskolan 1893. Sedan anställdes han vid Långshyttan och blev så småningom platschef innan han blev överingenjör vid Klosterverken. Han tjänstgjorde vid Jernkontoret 1905-17. Därefter utsågs han till disponent vid Gimo-Österby Bruks AB. År 1918 utsågs han till professor vid Tekniska högskolan.
Åren 1908-14 var han civildepartementets sakkunnig i metallurgiska frågor.